# Spodoptera exquisita
Spodoptera exquisita là một loài bướm đêm trong họ Noctuidae.